# Општина Студина (Олт)
Студина (рум. Studina) општина је у Румунији у округу Олт.
Oпштина се налази на надморској висини од 82 m.